# スマート・フォーフォー
スマート・フォーフォー (smart forfour、全て小文字表記) は、メルセデス・ベンツ・グループ傘下のスマートがかつて製造・販売していた小型（欧州市場におけるAセグメント）自動車である。

## 概要
2004年に、シティークーペ（現・フォーツー）に次ぐスマートの2車種目として登場した。5人乗りの5ドアハッチバック車となっている。
初代モデルは三菱自動車工業の協業により、同社のコルトと車台を共有するモデルとして登場したが3年足らずで販売を終了。その後、2014年にルノーとの協業により、同社のトゥインゴおよびフォーツーと車台を共有する兄弟車として復活した。
スマートの電気自動車（EV）専業ブランドへの移行に伴い、ガソリンモデルの生産は2019年までに終了した。それ以降はEVモデルのEQフォーフォー(smart EQ forfour)に一本化されていたが、2021年にはEQフォーフォーの生産も終了し絶版となった。
直系の後継車はなく、2023年デビュー予定の＃1が間接的な後継車となる。

## 初代 W454（2004年 – 2007年）
2001年、フランクフルト国際自動車ショーに4人乗りのコンセプトモデル「smart tridion 4」を発表。2003年、同じくフランクフルト国際自動車ショーにて初公開された。
2004年4月からヨーロッパで、同年9月から日本での販売が開始された。コルトとはプラットフォームを共用し、フォーツーのリアエンジン・リアドライブ (RR) 方式と異なりフロントエンジン・フロントドライブ (FF) 方式を採用している。エンジンも、三菱とダイムラーが共同開発したモデルが採用されており、
- 1,124cc 直列3気筒DOHC12バルブMIVECガソリンエンジン3A91型（ダイムラーの型式ではM134）
- 1,332cc 直列4気筒DOHC16バルブMIVECガソリンエンジン4A90型（同M135）
- 1,499cc 直列4気筒DOHC16バルブMIVECガソリンエンジン4A91型（同M135）
- 1,493cc 直列3気筒DOHC直噴ディーゼルターボエンジンOM639型（英語版）

が採用されている。
バージョンに応じて、ESP、ABS（全モデルに標準装備）、14インチまたは15インチのアロイホイール、またはオプションの16インチホイール（ブラバスモデルでは17インチ）、セーフティセル、パノラマサンルーフ（またはオプションの電動サンルーフ）、高さ調節可能な運転席、照明付きグローブボックス、ラジオ/ CDプレーヤー、フォグランプ、フロントおよびサイドエアバッグ（すべてのモデルに標準装備）、アラーム、自動エアコン、電動フロントウィンドウ、およびオプションとして-多機能ステアリングホイール、シフトパドル、ヒーター付きフロントシート、ラウンジシート、電話キーパッド付きナビゲーションおよびカラーディスプレイ、または大型ディスプレイ付きDVDナビゲーション、CDチェンジャー、ウィンドウバッグ、レインセンサー、オートライト（視認性が悪い）、レザーパッケージが装備される。
生産はオランダ・ボルンにあるVDLネッドカーにて生産された。
2005年に廉価モデルである 999cc 直列3気筒DOHC12バルブMIVECガソリンエンジン3A90型（ダイムラーの型式ではM134）搭載モデルも追加されたが、販売不振のため2006年に製造終了となった。

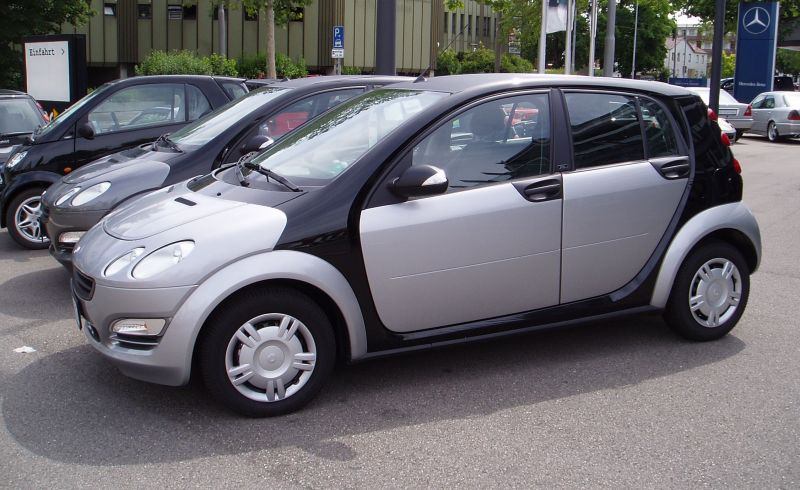
サイド

### フォーフォーブラバス（2005）
| フォーフォーブラバス |  | フォーフォーブラバス |
| フォーフォーブラバス |  |                      |

ブラバスがチューニングしたモデルで、エンジンを 1,468cc 直列4気筒MIVEC16バルブ・ターボチャージャー付きの4G15型（ダイムラーの型式ではM122）に置き換え、130kW（177馬力）のハイパフォーマンスを発揮した。

## 2代目 W453 (2014年 - 2021年)
2010年3月に結ばれたルノーとダイムラーとのパートナーシップにより誕生した「プロジェクト・エジソン」に基づく共通プラットフォームを使用した最初のモデルとして、2014年のモンディアル・ド・ロトモビル（パリモーターショー）で公開後に発売を開始。3代目フォーツー及び3代目トゥインゴと共通のプラットフォームになり、スマートのモデルとしては、3ドア2シーターモデルを「フォーツー」、5ドア4シーターモデルを「フォーフォー」とすることにした。ルノーとダイムラーが開発費を等しく投資し、ルノーがエンジンを、ダイムラーがトランスミッションを担当した。生産は基本コンポーネントを共用する3代目トゥインゴとともに、スロベニアのルノー・ノボメスト工場にて行われる。
フォーツーと同じく、「トリディオンセーフティセル」と呼ばれる高張力鋼製のモノコックフレームに交換可能なプラスチック製ボディパネルを組み合わせたボディとなり、初代モデルより一回り小さくなっている。駆動方式はフォーツー同様のリアエンジン・リアドライブ (RR) 方式となった（これに併せて、トゥインゴもRRレイアウトに変更されている）。
エンジンはルノー、ダイムラー（メルセデス・ベンツ）と、ルノーとのアライアンスを組む日産自動車の3社が共同開発した 999cc 直列3気筒DOHC自然吸気のM281 E10型（ルノー型式：H4D、日産型式：HR10DE）と、898cc 直列3気筒DOHCターボのM281 E09 LA型（ルノー型式：H4Bt、日産型式：HR09DET）へとダウンサイジングされている。
スマートのEV専業ブランドへの移行に伴い、ガソリンモデルの生産は2019年をもって終了した。

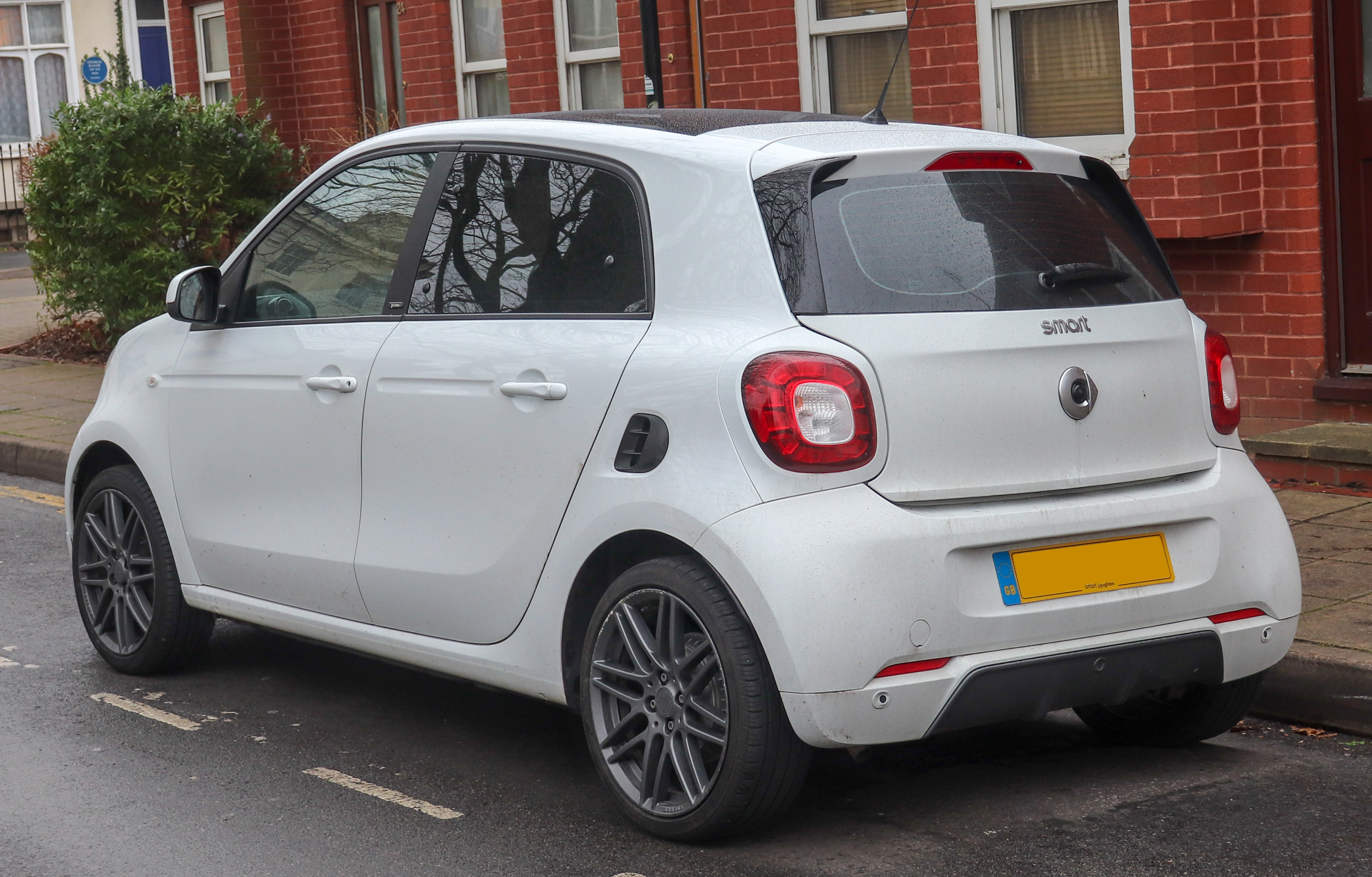
リア

かつてメルセデスMLおよびGL SUVの開発に携わっていたチーフ開発エンジニアのマルクス・ライダーによれば、トランスミッションはスマートフォーツーおよびフォーフォーはマニュアルトランスミッションまたはデュアルクラッチが選択できるという。乗り心地が向上し、ノイズアイソレーションも向上したという。
2016年には先代同様ブラバスのチューニングモデルが投入されている。エンジンそのものは898ccターボチャージャー付きモデルと同じだが、パワーが90馬力（66kW）から108馬力（79kw）にチューンナップされている。

### スマート・フォージョイ・コンセプト（2013）

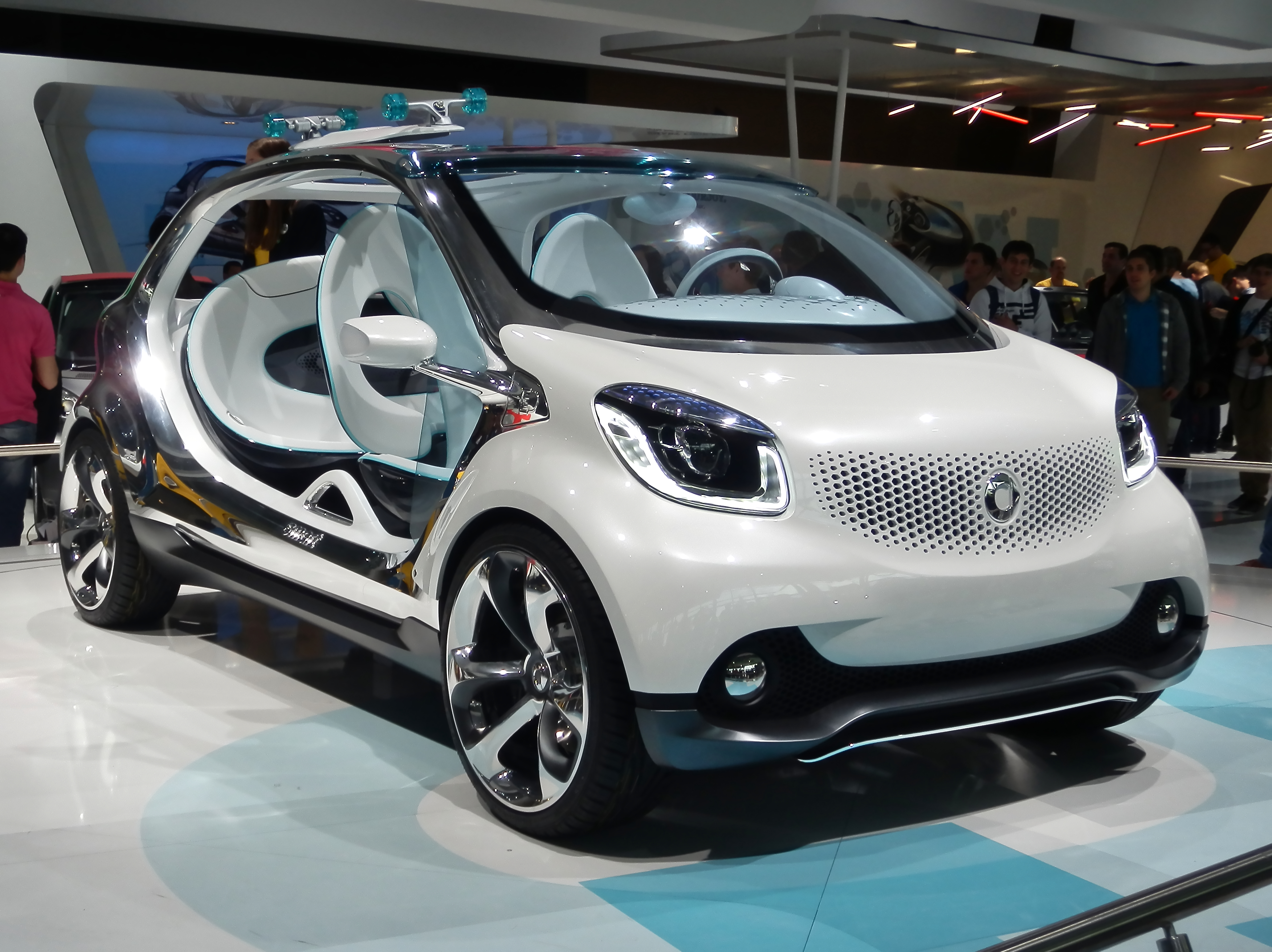
スマートフォージョイコンセプト

本モデルの登場に先駆けて2013年のフランクフルトオートショーで発表されたコンセプトモデル（ドア・ルーフ無し）。フルアルミニウム製の「トリディオンセーフティセル」に一体化したLEDテールランプ、ガラスカバーなしのLEDヘッドランプ、U字型デイタイムランニングライト、側面のAピラー、リアルーフスポイラーにあるウィンドデフレクター、リアダーククロームシートなどが特徴となっている。パワートレーンはフォーツーで採用されたEVシステムが流用されている。

### プラグインハイブリッド
リチウムテクノロジーコーポレーションの提供するプラグインハイブリッドカーが存在する。最大84マイル/時（135km/h）で最大20マイル（32km）走行可能なリチウムイオン電池と、1.5L 直列3気筒ディーゼルターボエンジンを搭載する。"Ultra Low Carbon Car Challenge"プロジェクトによりエネルギーセービングトラストから表彰されている。

### EQフォーフォー
ダイムラーは、2015年モデルからフォーフォーの電気自動車バージョンを追加することを明らかにした。車名の「EQ」が示す通り、メルセデスEQの一バージョンとして扱われている。13.1 kWh / 100 kmの消費電力（合計）と160kmのNEDC範囲を備えた60kWの電気モーターを使用したモデルが投入されている。
ガソリンモデルの廃止後も生産を継続していたが、2021年に生産を終了した。

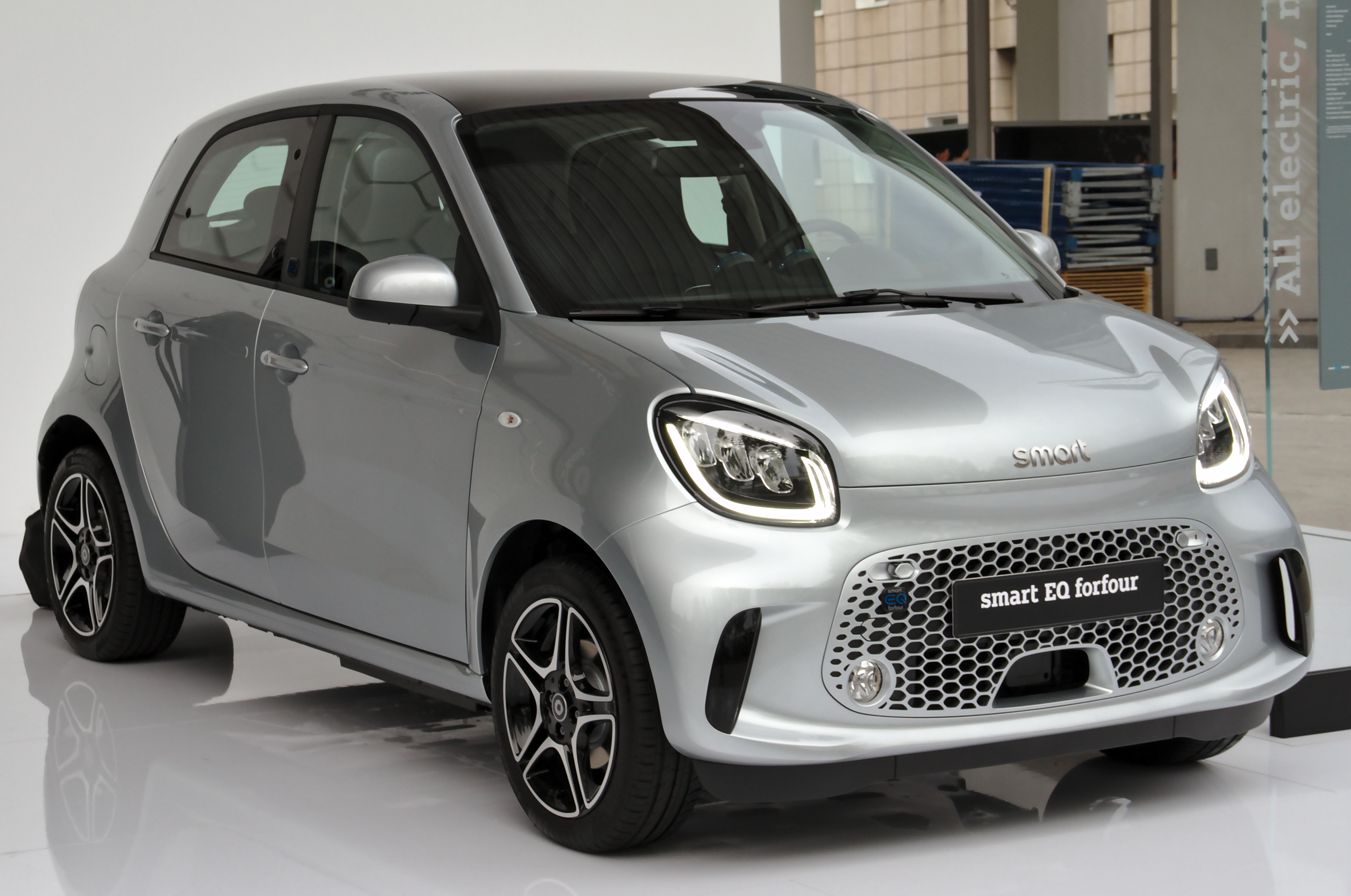
EQフォーフォー フロント
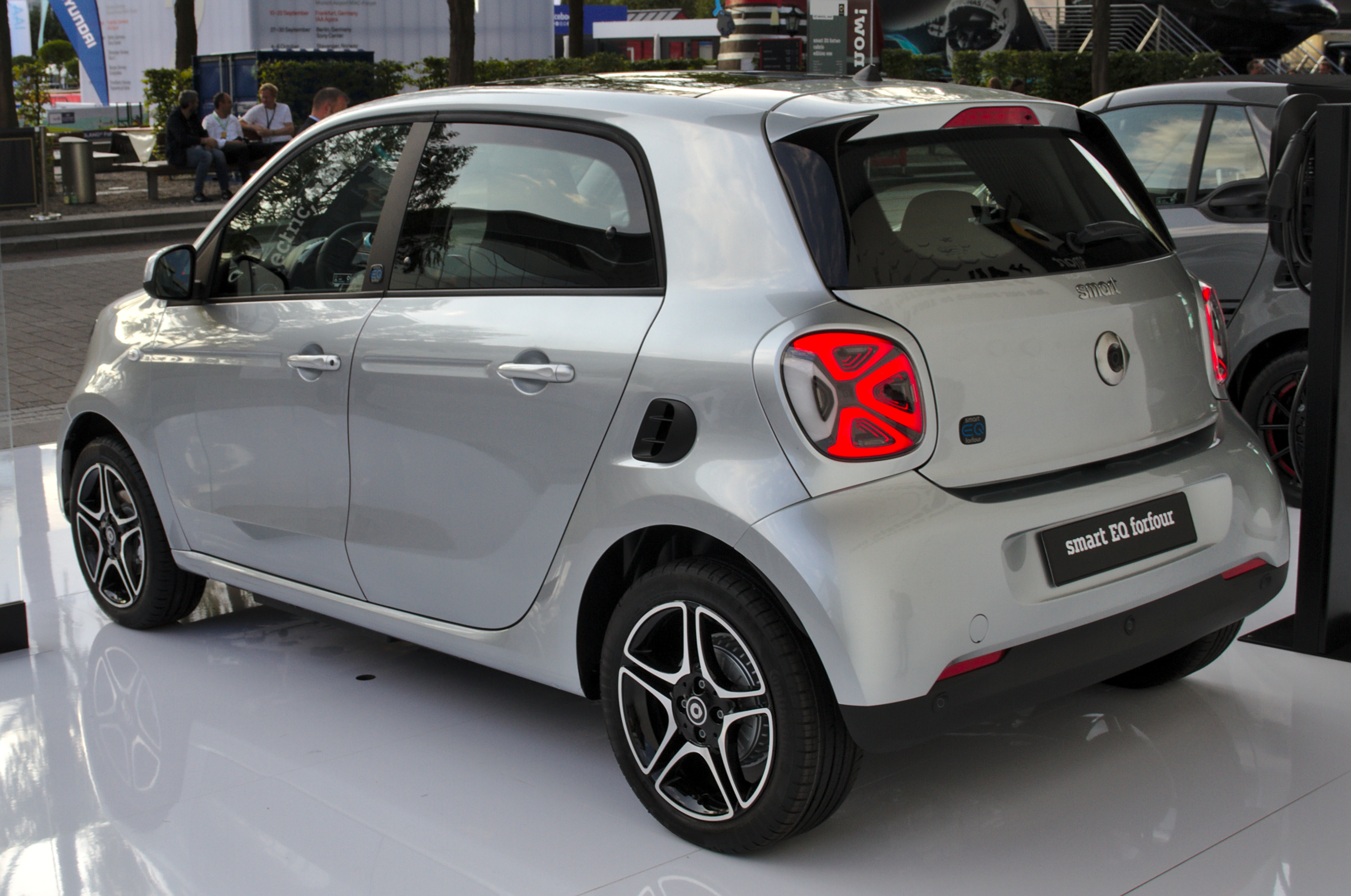
EQフォーフォー リア